# 保安庁
保安庁（ほあんちょう、英語: National Safety Agency）は、かつて存在した日本の行政機関。1952年（昭和27年）8月1日から1954年（昭和29年）6月30日まで置かれ、警察予備隊や海上警備隊などを統括するために創設された。防衛庁（現在の防衛省）の前身。
日本の平和と秩序を維持し、人命及び財産を保護するため、保安隊及び警備隊を管理・運営し、及びこれに関する事務を行い、あわせて海上における警備救難の事務を行うことを任務とした。

## 創設に至る経緯
連合国軍占領下の日本では、治安部隊として総理府に警察予備隊を、また海上保安庁にも在来の勢力とは一線を画して非常時に備えるための海上警備隊を設置した。その後、1951年9月8日に平和条約とともに調印された日米安保条約において、日本の主権の回復にあわせて、自国の防衛についても漸増的に自ら責任を負うこととされた。
平和条約の調印に向けて1951年1月25日に行われた吉田・ダレス会談において、防衛努力の強化を求めるアメリカ側に対し、日本側は、警察予備隊と海上警備隊を充実増強するとともにこれらを統括する治安省（仮称）を新設する案を提示していた。その後、1952年4月28日の平和条約の発効を受けて、警察予備隊と海上警備隊を統合して一体的運営を図るため、総理府の外局として設置されることになったのが保安庁であった。
1952年5月10日、保安庁法案は第13回国会に提出された。しかし保安庁として組織を整えることでこれが防衛組織としての性格を帯びるのではないか、国内法秩序の問題としての警察行動と国際法秩序の問題としての軍事行動との区別が適切かどうかなど、多くの点で疑義が呈された。また保安庁の創設に伴って海上保安庁も解体して、航路啓開所は海上警備隊と統合、警備救難部は保安庁の附属機関としての海上公安局に改編して、残りの部門は運輸省に吸収合併させることになっていたが、これも海上保安機能の弱体化を招くことが懸念されて、論議の的となった。
結局、運輸委員会からの申し入れを受けて、海上公安局法案についてはその施行を延期するように修正した上で、7月24日、内閣委員会において保安庁法案および海上公安局法案は賛成者多数で議決され、7月31日には参議院本会議において可決成立した。同法の施行を受けて、翌8月1日、保安庁の内部部局と、海上警備隊から改編された警備隊が発足した。一方、警察予備隊も保安隊として改編されることになってはいたものの、警察予備隊の一般隊員の任用期間が10月14日まであったことから、それまでは警察予備隊として存続し、10月15日に至って初めて発足することになった。
発足当初、保安庁長官は吉田首相が兼任しており、8月4日には越中島駐屯地の本部に長官として初登庁して、幹部職員に対して訓示を行った。この訓示において、吉田首相は「再軍備を行うとすれば、国を守ろうという盛り上がる国民の覚悟がなければならない」と前置きしたうえで、保安庁について「新国軍の土台たれ」と発言して、英米型の軍隊育成に向けた決意を表明した。その後、10月30日の第4次吉田内閣の成立とともに、木村篤太郎が初代保安庁長官として就任した。

## 組織構成
保安庁は総理府の外局として内閣総理大臣の指揮監督下に置かれた。また国務大臣（文民）としての長官を置くことで文民統制の強化が図られた。
当初の保安庁法によると、保安庁の職員（海上公安局に勤務する職員を除く。）の定員（2月以内の期間を定めて雇用される者、休職者及び非常勤の者を除く。）は、11万9947人とし、うち11万人を保安官、7590人を警備官（後の海上自衛官）とされた。

### 内部部局
保安庁において、陸上および海上においてそれぞれ行動する保安隊および警備隊を統合運営するにあたり、その幕僚組織をどうするかが問題になった。増原惠吉警察予備隊本部長官や野田卯一建設大臣（行政機構改革問題担当）は陸海一本化を主張する一方、大橋武夫警察予備隊担当国務大臣は、旧海軍軍人の主張を反映して、上部機関は一本化するにしても、幕僚組織は陸海に分けないといざという時に有効な部隊指揮が困難であると主張した。
結局は陸海で分離されることになり、長官を補佐するにあたり、保安隊（陸）を担当する第一幕僚監部と警備隊（海）を担当する第二幕僚監部が設置された。初代の第一幕僚長は林敬三保安監、第二幕僚長は山崎小五郎警備監が発令された。それぞれ警察予備隊総隊総監および海上警備隊総監がそのまま補職される形となったが、警察予備隊・海上警備隊時代と違って部隊の指揮権はもたず、専門的助言者として保安庁長官を補佐する立場となった。
このほか、内部部局として長官官房および保安・人事・経理・装備の4局が置かれ、またその他に附属機関、部隊その他の機関があった。

### 保安隊
上記の通り、警察予備隊から改編されて、1952年10月15日に発足した組織である。元来、警察予備隊は2年間の期限を切って創設されたものであったが、1952年1月31日の衆議院予算委員会において、吉田首相は、「その後については、日本の治安状況や国外の状況などによって『防衛隊』を新たに考えたいと研究中である」と述べていた。その後、警察予備隊側が、「『防衛隊』という名称では国土防衛を主たる目的とするような印象を与え、国内治安部隊という基本的性格を維持するなら不適切」と指摘したために「保安隊」の名称が用いられるようになったものであった。

### 警備隊
上記の通り、保安庁の創設とともに、海上警備隊をもとに航路啓開部門を吸収・改編されて発足した組織である。海上警備隊時代には、くす型PF・ゆり型LSSLといった警備船はまだ正式な引き渡しを受けていなかったことから、航路啓開部門の吸収とともに掃海船の編入を受けたことで、初めて船舶を保有することとなった。

### 附属機関
附属機関は、保安研修所、保安大学校および技術研究所の3つが新たに設置された。
保安研修所
保安隊及び警備隊の管理及び運営に関する基本的な調査研究をするとともに、幹部保安官、幹部警備官その他の幹部職員を訓練する目的。防衛研修所の前身。
保安大学校
幹部保安官又は幹部警備官となるべき者を訓練する目的。防衛大学校の前身。
技術研究所
保安隊及び警備隊の装備品等について技術的研究を行う目的。技術研究本部の前身。
また上記の通り、海上保安庁の警備救難部の業務を引き継ぐ海上公安局およびそのための教育機関も保安庁の附属機関として発足する予定とされていたが、海上公安局法の施行延期に伴って、これらは実現しなかった。

## 行動及び権限
保安庁の任務は「わが国の平和と秩序を維持し、人命及び財産を保護するため、特別の必要がある場合において行動する部隊を管理し、運営し、及びこれに関する事務を行い、あわせて海上における警備救難の事務を行うこと」（保安庁法4条）とされており、警察予備隊および海上警備隊とほとんど変わらなかった。保安隊・警備隊の任務遂行のための行動には下記のようなものがあった。
命令出動（保安庁法61条）
非常事態に際して、治安維持のため特に必要があると認められる場合に行う。
要請出動（保安庁法64条）
都道府県知事が治安維持上重大な事態につきやむを得ないと認めた場合、その要請に基づいて行う。
海上における警備行動（保安庁法65条）
海上における人命若しくは財産の保護又は治安の維持のため緊急の必要がある場合、警備隊の部隊が海上において必要な行動をとる。
災害派遣（保安庁法66条）
天災、地変その他の災害に際して、人命又は財産の保護のため必要がある場合に部隊を派遣する。
保安隊・警備隊がこれら各種の行動を実施するにあたっては、任務達成に必要な限度で下記のような権限が付与されることとなった。
- 任務の遂行に必要な武器の保有（保安庁法68条）
- 警察官職務執行法の準用（命令出動時：保安庁法69条、要請出動時：同73条、海上警備行動時：同74条）
- 司法警察官として刑事訴訟法第210条（緊急逮捕）の権限の行使（命令出動時：保安庁法72条）
- 3等警備士補以上の警備官に対する海上公安局法第11条（協力の訴求）、12条（立入等）、13条（停船命令等）の準用（命令出動時：保安庁法71条、要請出動時：同73条2項、海上警備行動時：同74条2項）

なお警察予備隊・海上警備隊の時代と比べると、例えば武器の使用については、警職法を準用する以外に、命令出動時であれば「相当の理由があるとき、合理的に必要と判断される限度」で許されるようになる（保安庁法70条）など、軍隊的組織としての性格が一段と強められている。

## 防衛庁への改組
当時、冷戦構造の顕在化とともに、アメリカ合衆国では相互安全保障法（MSA）を成立させて、西側諸国の防衛体制の強化を図っていた。日本もその対象となり、1953年10月の池田・ロバートソン会談を経て、1954年3月8日には日米相互防衛援助協定（MSA協定）が調印された。
吉田首相は、日本の経済的復興を優先する観点から再軍備には慎重な立場だったが、MSA協定において、日本も自らの防衛に責任を果たすよう義務付けられたほか、与党自由党内でも鳩山一郎など再軍備を要請する声が強まっていたことから、1953年9月27日には改進党の重光葵総裁とも会談し、直接侵略にも対抗できるように防衛力を強化する方針を固めた。そしてこの吉田・重光会談において、保安庁法を改正して、保安隊を自衛隊に改編することが合意された。同年12月5日から1954年3月8日にかけて自由・改進・日本自由の保守3党による折衝が重ねられて、保安庁法の全部改正による防衛庁設置法と自衛隊法の防衛2法案がまとまり、1954年3月9日の閣議決定を経て、同11日に国会に提出された。
防衛2法案が提出された第19回国会は歴史的な大荒れ国会であったが、これら2法案は保守3党の合作だったこともあって政局からの影響は少なく、またほかにも重要法案が多く反対派のエネルギーが分散されたこともあって、6月2日に成立、同9日に公布され、7月1日に施行されて、防衛庁・自衛隊が設置された。